# الکساندرا کوروکووتس
الکساندرا کوروکووتس (روسی: Александра Петровна Коруковец؛ زادهٔ october ۱, ۱۹۷۶ (۴۸ سال)) بازیکن والیبال اهل روسیه است.